# Nooit Gedacht (waterschap)
Nooit Gedacht is een voormalig brugwaterschap in de provincie Groningen.
Het schap had het onderhouden en zo nodig vernieuwen van de brug tussen de Postkade en de Poststraat over het Oosterdiep in Wildervank als taak. Het onderhoud van de brug werd voor 1987 overgenomen door de gemeente, waarmee de taak van het waterschap werd beëindigd.